# Хэмилл, Томми
То́мас Хэ́милл (англ. Thomas Hamill; 4 марта 1929 — 28 марта 1996) — североирландский футболист, участник чемпионата мира по футболу 1958 года. Шестикратный чемпион Северной Ирландии в составе «Линфилда»

## Биография

### Клубная карьера
Хэмилл дебютировал за «Линфилд» в чемпионате Северной Ирландии 20 сентября 1947 года в матче против «Баллимины Юнайтед»; «Линфилд» выиграл тот матч со счётом 5:1. Он начинал на позиции нападающего, но затем перешёл в полузащиту, выполняя также функции защитника. В составе «Линфилда» Хэмилл отыграл 14 сезонов, выиграв 6 чемпионских титулов и 3 Кубка Северной Ирландии.
Завершил карьеру в 1962 году, сыграв в сезоне 1961/62 четыре игры.

### Карьера в сборной
В составе сборной Северной Ирландии был участником на чемпионате мира по футболу 1958 года, но на турнире на поле так и не вышел.

### Смерть
Скончался 28 марта 1996 года в возрасте 67 лет.

## Достижения
«Линфилд»
- Чемпион Северной Ирландии (6) : 1949/50, 1953/54, 1954/55, 1955/56, 1958/59, 1960/61
- Обладатель Кубка Северной Ирландии (3) : 1949/50, 1952/53, 1959/60